# Walter Murch
Walter Scott Murch (ur. 12 lipca 1943 w Nowym Jorku) – amerykański montażysta obrazu i dźwięku, wielokrotny laureat Oscara.

## Kariera zawodowa
Murch rozpoczął montaż oraz miksowanie dźwięku w 1969 filmem The Rain People Francisa Forda Coppoli. Później pracował z George’em Lucasem przy filmach THX 1138, American Graffiti oraz przy Ojcu chrzestnym (ang. The Godfather) Coppoli. Z Coppolą zrobił następnie film Rozmowa (ang. The Conversation), za który otrzymał nominację do Oscara za najlepszy dźwięk (1974). Murch w tym samym roku miksował także dźwięk do Ojca chrzestnego – część II.
W 1979 otrzymał Oscara za zgranie dźwięku do filmu Czas apokalipsy (ang. Apocalypse Now), otrzymał też nominację za montaż obrazu do tego filmu. Podczas pracy nad tym filmem Murch wprowadził do użytku funkcję Sound Designera, zapożyczoną z dziedziny teatru; wraz z grupą współpracowników doprowadził też do utworzenia obecnego standardu dźwięku filmowego w formacie 5.1, który technologicznie i artystycznie wprowadził dźwięk w kinie na zupełnie nowy poziom. Czas Apokalipsy jest pierwszym filmem z dźwiękiem wielokanałowym, do zgrania którego została użyta skomputeryzowana konsola miksująca.
W 1996 Murch zdobył kolejne dwie statuetki Oscara za zgranie dźwięku i montaż obrazu do filmu Anthony’ego Minghelli Angielski pacjent (ang. The English Patient). To jedyny taki przypadek w historii, w którym ta sama osoba otrzymała nagrodę w obu tych kategoriach. Co więcej, Angielski pacjent to pierwszy film nagrodzony Oscarem, który został zmontowany z użyciem elektronicznej metody montażu – z wykorzystaniem systemu Avid.
Walter Murch wyreżyserował jeden film, Return to Oz, do którego scenariusz napisał wraz z Gillem Dennisem.
W 2003 Murch zmontował kolejny film Anthony’ego Minghelli, „Wzgórze nadziei” (Cold Mountain), pracując na konsumenckim systemie Final Cut Pro z użyciem zwyczajnych, „sklepowych” komputerów Apple Power Mac G4. To niestandardowe podejście, gdyż z reguły przy wysokobudżetowych produkcjach do nieliniowego montażu używa się z profesjonalnych i kosztownych platform Avid. Za swój wkład w ten film otrzymał kolejną nominację od Amerykańskiej Akademii Filmowej, a jego praca została opisana w wydanej w 2004 książce Behind the Seen Charlesa Koppelmana.
W odróżnieniu od większości montażystów Murch montuje w pozycji stojącej; sam porównuje proces montażu filmu do operacji mózgu, albo gotowania – ze względu na stojącą pozycję chirurgów i kucharzy podczas pracy.
Jest autorem książki o montażu, W mgnieniu oka – sztuka montażu filmowego (ang. In the Blink of an Eye 2001), wydanej w polskim tłumaczeniu w 2006. W 2007 na San Francisco International Film Festival odbyła się premierowy pokaz filmu dokumentalnego „Murch”, poświęconego pracy Waltera Murcha.
W 2009 roku pracował przy montażu kolejnego filmu Francisa Forda Coppoli - Tetro. W 2015 montował film Kraina jutra.

## Życie prywatne
Murch jest synem malarza Waltera Tandy’ego Murcha (1907-1967).
Jest żonaty z Muriel Ann (Aggie), z którą ma czwórkę dzieci: Carrie Angland, Connie Angland, Waltera Slatera Murcha i Beatrice Murch.

## Nagrody
- Nagroda Akademii Filmowej
  - Najlepszy Montaż Dźwięku: 1979 Czas Apokalipsy
  - Najlepszy Montaż: 1996 Angielski pacjent
  - Najlepszy Montaż Dźwięku: 1996 Angielski pacjent